# South Mundham
South Mundham – osada w Anglii, w hrabstwie West Sussex, w dystrykcie Chichester. Leży 5 km na południe od miasta Chichester i 91 km na południowy zachód od Londynu.